# (1047) Geisha
(1047) Geisha – planetoida z pasa głównego asteroid okrążająca Słońce w ciągu 3 lat i 130 dni w średniej odległości 2,24 au. Została odkryta 17 listopada 1924 roku w Landessternwarte Heidelberg-Königstuhl w Heidelbergu przez Karla Reinmutha. Nazwa planetoidy pochodzi od japońskiej gejszy. Możliwe że inspiracją nazwy była komedia muzyczna Gejsza Sidneya Jonesa lub opera Madame Butterfly. Przed jej nadaniem planetoida nosiła oznaczenie tymczasowe (1047) 1924 TE.